# Caledopteryx sarasini
Caledopteryx sarasini är en trollsländeart som först beskrevs av Friedrich Ris 1915.  Caledopteryx sarasini ingår i släktet Caledopteryx och familjen Megapodagrionidae. IUCN kategoriserar arten globalt som livskraftig. Inga underarter finns listade i Catalogue of Life.